# Vado al massimo
Vado al massimo è il quinto album del cantautore italiano Vasco Rossi, pubblicato il 13 aprile 1982.
Rimasto in classifica per sedici settimane, l'album vendette più di 200 000 copie.

## Descrizione
Vasco Rossi è autore dei testi e della musica di quasi tutti i brani, ad eccezione di "Splendida giornata" e di "La noia", la cui musica è stata composta da Tullio Ferro, e "Canzone", con musica composta da Maurizio Solieri.
Con il brano che dà il titolo all'album, Vasco aveva partecipato al Festival di Sanremo 1982 per volontà di Gianni Ravera, arrivando in finale. La canzone "Vado al massimo" è uno sberleffo contro i giornalisti che l'avevano aspramente criticato, in particolare Nantas Salvalaggio che, in un articolo dal titolo Anche alla TV c'è l'"ero" libera, lo aveva definito zombie, alcolizzato, drogato “fatto”.
"Canzone", scritta da Maurizio Solieri, viene proposta a Vasco da Guido Elmi, il quale inizialmente non è molto convinto della scelta di proporre questo brano. Le prime strofe sono dedicate al padre di Vasco deceduto da poco, poi cambia la dedica della canzone rivolgendosi ad una donna poiché non voleva parlare del suo genitore.
Altro brano importante del disco è "Ogni volta" che Rossi riteneva però troppo intimo per poter essere capito dal pubblico.
"La noia" è dedicata al paese natale di Vasco, Zocca (MO).
Da questo disco non viene estratto alcun video.
"Vado al Massimo" nella sua stesura originale recitava il verso « [...] vado al Messico, voglio andare a vedere se come dice il droghiere, laggiù masticano tutti foglie intere...». Una canzone con un testo così esplicito non avrebbe potuto gareggiare al festival di Sanremo, perciò la frase venne fatta terminare in maniera diversa: « [...] laggiù vanno tutti a gonfie vele!»

## Tracce
Lato A
Testi e musiche di Vasco Rossi.
1. Sono ancora in coma – 2:58
2. Cosa ti fai – 2:48
3. Ogni volta – 4:16
4. Vado al massimo – 4:11
5. Credi davvero – 4:50

Lato B
Testi e musiche di Vasco Rossi, eccetto dove indicato.
1. Amore... aiuto – 4:42
2. Canzone – 4:17 (musica: Maurizio Solieri)
3. Splendida giornata – 4:43 (musica: Tullio Ferro)
4. La noia – 4:30 (musica: Tullio Ferro)

## Singoli
Da quest'album venne estratto il 45 giri Vado al massimo/Ogni volta (Carosello, CI 20506) ed il remix Splendida giornata (remix)/Splendida giornata (strumentale) (Carosello, CIX 45)

## Formazione
- Vasco Rossi: voce
- Maurizio Solieri: chitarra
- Pier Michelatti: basso
- Lele Melotti: batteria
- Claudio Golinelli: basso
- Mimmo Camporeale: tastiera
- Massimo Riva: chitarra
- Tullio Ferro: chitarra
- Gaetano Curreri: tastiera
- Rossana Casale, Lella Esposito: cori
- Mauro Pagani: archi

## Classifiche

### Classifiche settimanali
| Classifica (1982) | Posizione massima |
| ----------------- | ----------------- |
| Italia            | 11                |

### Classifiche di fine anno
| Classifica (1982) | Posizione |
| ----------------- | --------- |
| Italia            | 51        |